# Yorba Linda
Yorba Linda is een plaats (city) in de Amerikaanse staat Californië, en valt bestuurlijk gezien onder Orange County. Yorba Linda is de geboorteplaats van Richard Nixon, tussen 1969 en 1974 president van de Verenigde Staten.
Het Richard Nixon Presidential Library and Museum met het geboortehuis van Richard Nixon is in Yorba Linda gevestigd.

## Demografie
Bij de volkstelling in 2000 werd het aantal inwoners vastgesteld op 58.918.
In 2006 is het aantal inwoners door het United States Census Bureau geschat op 65.314, een stijging van 6396 (10.9%).

## Geografie
Volgens het United States Census Bureau beslaat de plaats een oppervlakte van
51,5 km², waarvan 50,2 km² land en 1,3 km² water. Yorba Linda ligt op ongeveer 110 m boven zeeniveau.

## Plaatsen in de nabije omgeving
De onderstaande figuur toont nabijgelegen plaatsen in een straal van 16 km rond Yorba Linda.

## Geboren
- Richard Nixon (1913-1994), 37e president van de Verenigde Staten (1969-1974)
- Matthew Hoppe (13 maart 2001), voetballer